# 托里镇 (精河县)
托里镇，是中华人民共和国新疆维吾尔自治区博尔塔拉蒙古自治州精河县下辖的一个乡镇级行政单位。
2014年，新疆维吾尔自治区人民政府批复同意撤销托里乡建制，设立托里镇。

## 行政区划
托里镇下辖以下地区：
基布克村、永集湖村、乌兰旦达盖村、查干莫尔墩村、叶里斯南也肯村、大庄子村、伊吉林莫墩村、伊克呼都格村、克孜勒加尔村、吾夏克巴依村、浩图那莫墩村、冬都金村、查干莫墩村、乌拉斯塔村和托林旦达盖村。